# Zamopsyche
Zamopsyche é um gênero de mariposa pertencente à família Acrolophidae.